# Raffaello Consortini
Raffaello Consortini (Volterra, 18 maggio 1908 – Volterra, 22 ottobre 2000) è stato uno scultore italiano.

## Biografia
Raffaello Consortini nacque a Volterra il 18 maggio 1908 da una famiglia di alabastrai, conosciuta in tutto il mondo per le sue abilità artistiche nella lavorazione del locale alabastro.
Raffaello iniziò la sua formazione presso la bottega del padre dove dimostrò subito un'attitudine al disegno e verso i lavori manuali. Negli anni successivi si iscrisse prima alla Scuola d'Arte di Volterra, dove ebbe come insegnante Giacomo Padovan, e successivamente, nel 1929, al Liceo Artistico di Firenze dove vinse una borsa di studio con un lavoro apprezzato da Domenico Trentacoste. Dal 1933 al 1936 frequentò l'Accademia di Belle Arti e si iscrisse contemporaneamente al Corso di Magistero dell’Istituto d’Arte di Firenze sotto gli insegnamenti di Libero Andreotti. Nel 1936 ottenne l'idoneità al concorso per la cattedra di disegno ordinato e divenne ordinario di plastica decorativa e figurativa presso l'Istituto d'Arte di Palermo.
Dagli anni trenta agli anni settanta ottenne molti riconoscimenti per la sua attività di scultore collezionando premi in concorsi e ricevendo molte committenze sia da istituzioni pubbliche sia da privati. Le sue capacità scultoree lo posero all’attenzione della critica e della stampa e, tra gli anni trenta e gli anni quaranta, Raffaello approdò alla XX, alla XXII e alla XXIII Biennale di Venezia con opere di chiaro sapore realistico. Nel 1942 venne nominato socio onorario dell’Accademia dei Sepolti di Volterra e nel 1945 fu fatto membro della Commissione volterrana di Arte Sacra. Nel 1956 fu nominato Accademico presso l'Accademia Fiorentina delle Arti del Disegno. Nell’ultimo periodo della sua esistenza, superata la tradizione classica di lavorare i materiali nobili e abbandonata la tecnica dello studio preparatorio con il gesso, arrivò a sperimentare l’uso del cemento. 
Raffaello Consortini morì a Volterra il 22 ottobre del 2000.
A Raffaello Consortini è dedicata la Casa Museo di Borgo San Giusto, casa dove l'artista ha realmente vissuto, adibita a museo secondo le sue precise disposizioni testamentarie.

## Opere

### Abbondanza
Nel 1930 completò l'opera scultorea Abbondanza, custodita attualmente all’Ecomuseo dell’Alabastro presso Palazzo Minucci Solaini a Volterra.
L’opera ritrae un volto femminile con una sorta di turbante che si tramuta, nella parte sinistra, in chicchi rotondi che, a loro volta, si uniscono a pampini e grappoli d'uva disposti verticalmente a incorniciare la guancia. A destra del collo, slanciato ed elegante, è posata una testa di montone, cava, che ricorda un antico contenitore. Infine, attorcigliato su un sostegno che sbuca dalla testa stessa della donna, un serpente disegna nell'aria un arco, a lambire la guancia destra.

### Bambino che legge
Sempre risalente al 1930 è il Bambino che legge, scultura in alabastro sia bianco che policromo custodita a Volterra, presso la Collezione Bruchi.
La scultura raffigura un bambino seduto sopra una sedia e intento alla lettura. Si nota subito il contrasto nell'accostamento cromatico della materia presente in tonalità chiare (incarnato, camicia e gambe), rossastre (capelli), marrone con venature grigie (pantaloni) e grigie con venature nere (sedia).
La disposizione della figura del bambino risulta essere contrastante con la disposizione della sedia, ma la mano che sorregge la gota e il braccio obliquo posato sul libro vengono controbilanciati sul lato sinistro dall'inserzione a incrocio della gamba destra sotto la coscia sinistra.

### Donna con bambino
Scultura realizzata nel 1930, la Donna con Bambino è custodita all'Ecomuseo dell'alabastro di Volterra presso Palazzo Minucci Solaini.
L'opera si ispira all'episodio di San Cristoforo che guada un fiume con Gesù infante sulle spalle. La mutazione inattesa sta nell'avere reso al femminile il personaggio del santo, in una figura che quindi richiama il tema della Madre e del Figlio. L'elevata padronanza della tecnica si manifesta soprattutto nella resa levigata del corpo del bambino, avvinghiato con la gamba destra alla spalla sinistra della madre, nella perfetta voluta d'arco disegnata dal manto sul fianco sinistro, che si avvoltola sulla schiena e risalire fino a coprire il capo.

### La Natività
Risale al 1937 La Natività, un rilievo in alabastro che rappresenta la nascita di Cristo, raffigurato in braccio alla Madonna con Giuseppe sulla destra; il gruppo è circondato da figure animali e umane, intente nell'offrire doni, e figure angeliche nella parte superiore, intente a celebrare l'evento. Il rilievo si trova attualmente nell'Ecomuseo dell'alabastro a Volterra.
L'opera costituisce il momento culminante del rapporto di collaborazione tra Raffaello Consortini e Umberto Borgna, sotto la cui direzione gli Artieri dell'Alabastro tentavano di rilanciare la produzione artigianale volterrana aggiornandone i modelli sul gusto del design internazionale contemporaneo. La natività riecheggia la sintesi plastica delle opere coeve di Giò Ponti, che ebbero un ruolo non marginale nel rinnovamento della scultura di quegli anni, e dimostra di aderire alla corrente di Libero Andreotti, maestro dell'artista all'Istituto d'Arte di Porta Romana.

### Acqua e Terra
L'opera Acqua e Terra fu completata nel 1939 ed è composta da due figure femminili in bronzo alte 160cm. Nel 2009, nove anni dopo la morte dello scultore, fu collocata nella Fontana dei Ponti di Volterra.
Le sculture, che simboleggiano metaforicamente l'acqua e la terra, rappresentano due figure femminili stanti in posizione caratteristica della statuaria arcaico etrusca, con il peso equamente distribuito sulle due gambe nell'atto di incedere. Una tiene in mano una brocca ed una patera, l'altra tiene in grembo i frutti della terra. L'acconciatura con trecce, gli zigomi pronunciati ed il sorriso arcaico delle due sculture ricordano le Korai dell'acropoli di Atene. Dell'opera esistono anche due bozzetti in gesso dell'altezza di 30 cm.

### Vitellino
Il Vitellino di bronzo è raffigurato accovacciato e con la testa sollevata. L'artista si avvalse dello studio ravvicinato di un vero vitellino e di fotografie. L'opera è attualmente custodita presso il Palazzo Comunale di Volterra. Per quest'opera, esposta alla XI Mostra Interprovinciale d'Arte a Firenze nel 1939, Consortini ricevette il prestigioso Premio del Duce. Dell'opera esiste anche un modello in terracotta realizzato nel 1938 e custodito invece nella Casamuseo di Borgo San Giusto.
Del Vitellino esistono altre versioni, due del 1964 ed una del 1965, tutte custodite presso la Cassa di Risparmio di Volterra: il Vitellino sdraiato, che ritrae l'animale in un momento di riposo, accovacciato con le zampe distese e con la testa sollevata; il Vitellino appena nato, raffigurato mentre cerca di alzarsi sulle zampe tremolanti; il Vitellino che si alza, con caratteristiche analoghe al precedente.

### Brizzolina
Brizzolina è un'opera in legno che risale al 1941 ed è situata presso la Cassa di Risparmio di Volterra.
L'opera raffigura due bambini di età diversa in un momento di quotidianità. La bambina viene rappresentata a piedi nudi, con labbra sottili e occhi grandi nelle vesti di un abito essenziale mentre aiuta un bambino ad indossare una camiciola. Il bambino solleva le braccia cercando di assecondare il gesto della fanciulla e china lievemente il capo.

### Caio Curzio
Questa scultura è un monumento in memoria a Caio Curzio Filone, console membro della gens Curtia vissuto nel 445 a.C.; l'opera si trova nell'odierna fattoria di Cozzano, al limite della provincia di Pisa. L'opera fu realizzata tra il 1938 ed il 1942 da Consortini su commissione dell'avv. Arnaldo dello Sbarba, deputato e ministro nei governi di Luigi Facta.

### Elisa
L'opera, in bronzo, risale al 1942 e rappresenta una ragazza seduta con le gambe distese e accavallate, con le braccia posate in grembo, il volto delineato, gli occhi grandi, il naso sottile e la bocca carnosa; i capelli, trattenuti da un cerchietto, ricadono sulle spalle.
Consortini indugia nella descrizione dell'abito, che lascia scoperte le braccia e le gambe della fanciulla esaltandone la magrezza, plasma le morbide pieghe del tessuto, creando contrasti chiaroscurali e si sofferma sull'intreccio dei sandali, ornati da un piccolo pendaglio.

### Madonna del Rosario (detta del Congresso)
Bassorilievo in legno, fu realizzato da Consortini nel 1944. L'opera rappresenta in modo chiaro il tema della maternità, con la Madonna che tiene in braccio il Bambino stringendo tra le mani il rosario. L'opera sacra ha poi assunto un ruolo rilevante nella comunità cristiana di Volterra in quanto, benedetta da papa Pio XII, venne consegnata alla città nel corso del Congresso mariano che vi si svolse dal 17 al 22 agosto 1946, durante le cerimonie di dedicazione della città alla Vergine.

### Madonna col Bambino
Nella Madonna col Bambino, scultura in terracotta realizzata nel 1945, sono avvertibili gli echi della scultura fiorentina del Quattrocento, filtrati attraverso la lezione di Libero Andreotti. Il modellato raffigura la madonna con in braccio il bambino e presenta particolare cura per quanto riguarda l'espressione dei volti dei due personaggi. L'opera è attualmente custodita presso la Cassa di Risparmio di Volterra.

### Svestizione di Cristo
La Svestizione di Cristo fu realizzata nel 1945 e presentata nel 1973 alla Mostra concorso regionale di arte sacra presso il circolo degli artisti Casa di Dante a Firenze; fa parte di una serie di rilievi raffiguranti le stazioni della Via Crucis.

### Lavandaie
L'opera venne presentata per la prima volta nel 1948 alla mostra Arti Figurative "Premio Firenze", presso l'ex convento dell'Oblate; era originariamente composta da due figure femminili con al centro una terza figura raffigurante una fanciulla, alle quali è stata in seguito aggiunta la terza lavandaia sulla sinistra. Consortini ha insistito sugli aspetti aneddotici e sull'approfondimento psicologico dei personaggi rappresentati: le tre figure del gruppo iniziale appaiono serrate in un intimo colloquio di sguardi quotidiano e domestico. Il naturalismo dell'artista mostra richiami arcaici sia nella definizione delle masse e delle superfici scabre, vistosamente segnate dagli strumenti del mestiere, sia nell'uso di materiali poveri che incarnano un'espressività decisamente anti accademica e anti decorativa. Dell'opera esiste una versione in bronzo, comprendente la terza lavandaia aggiunta sulla sinistra, attualmente esposta al Museo Consortini di Volterra. A questa versione va probabilmente riferito lo studio in bronzo per una testa di lavandaia, nella collezione privata di Mimmi Cassola. Una terza versione, in terracotta, si trova presso il centro studi Santa Maria Maddalena a Volterra.

### San Giovannino
Chiamato a raffigurare il santo, nel 1949 l'autore raffigurò un'iconografia antica e diversificata. Partendo da un'intenzione dichiaratamente ritrattistica privilegiò infatti quella del "San Giovannino" che predica nel deserto l'avvento imminente del Cristo: col capo coronato da una bella corona a raggiera, impugnando con la mano sinistra la croce e vestito con una veste di pelle di cammello, porta sulle spalle il mantello che, nelle tante versioni pittoriche, indica col suo colore rosso il martirio.

### Gruppo dei Santi Protettori (San Lino Papa, San Giusto e Sant'Ottaviano)
L'opera, in pietra, fu realizzata per commissione ecclesiastica tra il 1956 e il 1960 ed è situata presso il Duomo di Santa Maria Assunta a Volterra, in piazza San Giovanni.
L'opera mette in rilievo la figura di San Lino Papa, unica figura in trono che, oltre a comunicare una preminenza gerarchica rispetto agli altri due protettori, dovuta al suo status pontificale di primo successore di Pietro, agisce come elemento catalizzatore dell'intera scena, sviluppandosi in senso verticale, fino a inserire perfettamente la mitria appuntita nell'apice ogivale della lunetta. Al contrario le altre figure, i due santi e l'angelo alla sinistra, ricostruiscono, col dinamismo compresso suggerito dal senso di forte costrizione entro spazi ristretti, una tensione che la postura di san Lino sembrava negare.

### San Giovannino nel Fonte Battesimale, Cristo deposto e la Madonna addolorata
Nel 1958 Don Francesco Magni, parroco nella chiesa della Beata Maria Vergine di Larderello, commissionò a Consortini la realizzazione di alcune opere in occasione dell'inaugurazione della chiesa; tra queste il Cristo deposto (1960-1964), San Giovanni Battista nel Fonte Battesimale del 1958 e la Madonna addolorata (1960-1963), tutte realizzate in bronzo. Consortini completò l'opera del Cristo con un modellato in posizione orizzontale, con il corpo giacente a terra, mentre le altre due, la Madonna e San Giovannino, vennero raffigurate in posizione verticale. Per eseguire la fusione dei bronzi venne scelta la fonderia Marinelli di Firenze.

### Madonna con Bambino (detta della Speranza)
L'opera fu commissionata a Consortini nel 1959 da parte dell'amministrazione dell'ospedale civile di Volterra e si trova nel piazzale antistante l'ospedale. La scultura, realizzata in bronzo, raffigura la Madonna con in braccio il Bambino.
In quest'opera il riferimento è alla grande scuola gotica pisana, in particolare alla tipologia detta "del colloquio" (Giovanni Pisano), in cui la Madre lancia uno sguardo di tensione al Bambino. Importante è qui anche la relazione con l'amministrazione ospedaliera che colloca l'opera in un luogo simbolico nella dinamica formativa del dolore, ovvero lo spazio aperto tra il nosocomio e quelli che, all'epoca, erano i padiglioni dell'ospedale psichiatrico.

### Il fico maledetto
L'opera fu commissionata nel 1959 da Riccardo Dei, commerciante originario di Volterra, per la decorazione della porta della cappella della famiglia Dei, situata nel cimitero di Volterra.
Il soggetto della raffigurazione illustra un passo dei Vangeli. Si tratta dell'episodio miracoloso del cosiddetto "fico maledetto", ambientato dagli evangelisti Marco (XII/13) e Matteo (XXI/19) negli ultimi giorni di vita di Cristo. Nell'autunno del 1961 Raffaello ultimò il modello in argilla del fico maledetto e prese contatti con la fonderia Marinelli di Firenze per la preparazione delle cere e la fusione in bronzo. Alla stessa ditta venne affidato anche l'incarico di approntare la struttura in ferro su cui montare i rilievi una volta rinettati. A tal riguardo risulta di particolare interesse una lettera di Consortini in cui descrive dettagliatamente a Riccardo Dei il sistema di ferri di rinforzo passanti dietro le figure e i rami dell'albero che avrebbero consentito di fissare al cancello le parti in bronzo. Il risultato finale non incontrò però il favore del committente che pregò lo scultore di rivedere l'opera e correggerla in modo da renderla decorosa e artistica. Pochi giorni dopo, il 17 gennaio, Dei scrisse a Consortini chiedendogli, oltre alla rimozione di alcuni dei ferri di rinforzo, la modifica dei rami dell'albero e la chiusura dei vuoti fino alle spalle delle figure. Se da un lato Consortini acconsentì alla eliminazione di alcuni degli elementi di sostegno, dall'altro si rifiutò di apportare cambiamenti al rilievo, facendo presente a Dei che gli interventi richiesti non solo sarebbero stati difficilmente attuabili dal punto di vista tecnico, ma avrebbero anche compromesso l'aspetto dell'opera, annullando completamente il contrasto tra la ramificazione della pianta di fico e la linea verticale delle figure. Accettata la posizione dell'artista, Riccardo Dei accordò il permesso per il posizionamento del cancello, che fu posto a chiusura dell'ingresso della cappella nell'aprile del 1963.

### Crocifissione (in bronzo)
L'opera è un gruppo composto da tre altorilievi in bronzo fuso, realizzati tra il 1960 e il 1970 e custoditi presso il Centro Studi Santa Maria Maddalena di Volterra: l'altorilevo centrale raffigura Cristo crocifisso nell'iconografia del "patiens", con la testa reclinata sulla spalla destra, i due laterali la Madonna in compianto e San Giovanni evangelista. Dal punto di vista stilistico la crocifissione si avvicina ai rilievi bronzei dell'edicola funeraria di Maurizio Parola ad Asti, iniziati da Consortini sul finire degli anni 60.

### Crocifissione (in pietra)
Quest'opera fu realizzata nel 1961 per la decorazione dell'altare della chiesa di San Cerbone a Pomarance, frazione di Montecerboli; raffigura il Cristo crocifisso, con la Vergine sulla sinistra e l'apostolo Giovanni sulla destra, e fu realizzata in pietra.
Stimolato dalle linee architettoniche circostanti, l'autore sembra allontanarsi dalla tradizione presentando le tre figure in forme notevolmente allungate, di una fissità quasi stereotipata: figure di stralunata magrezza, improntate a un'anatomia essenziale, da un tratto stilistico quasi impressionistico.

### Busto di Arnaldo Dello Sbarba
La scultura, in bronzo, fu realizzata nel 1961 da Consortini su commissione della moglie dell'avvocato Arnaldo Dello Sbarba, figura politica volterrana, in occasione della sua morte nel 1958.
Il busto rimase esposto nella Sala del "Maggior Consiglio" di Palazzo dei Priori fino all'aprile del 1978 quando fu trasferito nella sede attuale, la Biblioteca Comunale di Volterra. Il busto è ispirato alla classicità e Consortini decise di concentrare la sua indagine in un momento preciso, cogliendo il suo soggetto nell'atto di effettuare un movimento quasi brusco, di torsione del collo verso l'alto.

### Cavallino
Opera realizzata in gesso, custodita presso la Cassa di Risparmio di Volterra.
Non sono note le circostanze della realizzazione di questo modello, destinato probabilmente ad essere tradotto in alabastro o in un altro tipo di pietra. Tale ipotesi è supportata dalla posizione degli arbusti tra le zampe del cavallo, piazzati strategicamente per stabilizzare la figura e scaricare il peso del corpo dell'animale.

### Puledrino
Opera del 1968, realizzata in bronzo e raffigurante un puledro, con la quale Consortini vinse il primo premio Ronson alla XV Mostra Nazionale d'Arte all'Aperto tenutasi nel 1970 in piazza Savonarola a Firenze.

### Pallacanestro
L'opera fu realizzata nel 1968. Custodita presso la Cassa di Risparmio di Volterra, raffigura un gruppo di atleti colti nel momento dello slancio: le figure, descritte nell'impeto dello scatto, sono disposte secondo un andamento piramidale che culmina nell'oggetto della contesa, la palla. Nella composizione ogni singola figura occupa il posto necessario per contribuire a definire il complesso equilibrio spaziale. L'opera venne esposta alla V Mostra Nazionale Arte e Sport, tenuta al Palazzo dei Congressi di Firenze nel 1968, e fu premiata con la medaglia d'oro.

### Ippica
La scultura, che fu realizzata nel 1971, rappresenta un fantino, esile e minuto, seduto sul dorso del suo cavallo. Il bronzo venne esposto alla V Mostra Nazionale Arte e Sport del 1968 e vinse la medaglia d'oro. Tre anni dopo, nel 1971, venne presentato alla I Mostra Nazionale "Cavalleria, cavalieri, cavalli nell'arte", tenuta al centro internazionale d'Arte Keramos di Genova, e ricevette il Diploma di merito.

### La rovesciata
L'opera, risalente al 1971, rappresenta la rovesciata, un gesto atletico e complesso nel suo atto finale: l'atleta, infatti, viene raffigurato con il volto contratto in una smorfia mentre cade sfinito al suolo, con le gambe ancora sollevate e le braccia cariche di tensione per lo sforzo compiuto.

### Il portiere
L'opera fu realizzata nel 1973, in bronzo. Rappresenta un portiere colto nel momento che precede la parata, fermo, con le braccia in avanti e le gambe divaricate. Il volto, con lo sguardo attento e la bocca dischiusa, ben esprime la tensione e la concentrazione del giocatore che si prepara ad intervenire. L'opera è di proprietà della Cassa di Risparmio di Volterra; venne esposta alla VI Mostra Nazionale Arte e Sport, tenuta al Palazzo dei Congressi di Firenze nel 1970, e vinse il primo premio ex aequo con Iorio Vivarelli e Carlo Mandelli.

### Cinzia accovacciata
La scultura di bronzo fu realizzata nel 1969 e ritrae una ragazza accovacciata. Il corpo si annulla nell'abbraccio delle gambe raccolte a nascondere le forme. Il modellato lega la mossa capigliatura con la veste succinta ed il corpo esile e spigoloso della ragazza. Di questo bozzetto esistono quattro versioni collocate in posti diversi nella città di Volterra.

### Cinzia seduta
In Cinzia seduta, realizzata nel 1969, lo scultore si confrontò con le misure in scala reale: la ragazza è collocata su una sedia di legno di tipo toscano e si stringe su se stessa con le braccia e le gambe intrecciate reclinando lo sguardo. In questo periodo Consortini predilige la tecnica "per via di porre" aggiungendo materia a materia e adotta un modellato rapido che gli consente di apportare correzioni in corso d'opera. Nel bozzetto, in particolare, lo scultore tratta l'argilla con tocchi che sfaldano la forma e si traducono nella fusione in un vibrante e mosso rinterzo di luce che fa avvertire direttamente le forti emozioni della modellazione.

### I fidanzati
L'opera risale al 1992 e ritrae due giovani abbracciati, rappresentati l'uno di fronte all'altro. Il giovane, con folti capelli definiti da ciocche che ricadono sulla fronte e lungo il collo, posa le mani sui fianchi della compagna; la posizione delle gambe, leggermente divaricate, conferisce stabilità alla massiccia corporatura nascosta dagli indumenti, definiti da pieghe. La fanciulla, con il volto minuto e i capelli lunghi fino alle spalle, posa le braccia su quelle dell'amato. Quest'opera è conservata presso la Cassa di Risparmio di Volterra.

### Via Crucis
Via Crucis è un'opera composta da 14 formelle in terracotta. Le prime formelle sono state realizzate all'inizio del 1950 mentre la quattordicesima è stata eseguita pochi mesi prima della morte di Consortini ed è presumibilmente l'ultima opera della sua produzione artistica. C'è una notevole differenza stilistica tra le prime formelle e le ultime; l'ultima formella, quella della crocifissione, conferma lo stile classico e realistico di Consortini. I volti dei personaggi sono selezionati tra i soggetti che presentano caratteristiche particolarmente accentuate, ma che vengono elaborate con stile sottile ed ironico. Inoltre, la compattezza dei volumi, la torsione dei corpi, i busti frontali e i volti di profilo ripropongono costantemente aspetti del mondo antico, mentre i cavalli dei soldati romani sembrano riecheggiare nella disposizione della scena ''il viaggio agli inferi'', scolpito sulla fronte di molte urne etrusche. L'opera è conservata nella chiesa di San Giusto a Volterra.